# Daniela Bobadilla
Daniela Bobadilla, född 4 april 1993 i Mexico City, är en kanadensisk skådespelerska av mexikansk börd. Hon har bland annat spelat Jenny McCaffrey i TV-filmen Oliver's Ghost och Sam Goodson i TV-serien Anger Management.